# Apolodor din Damasc

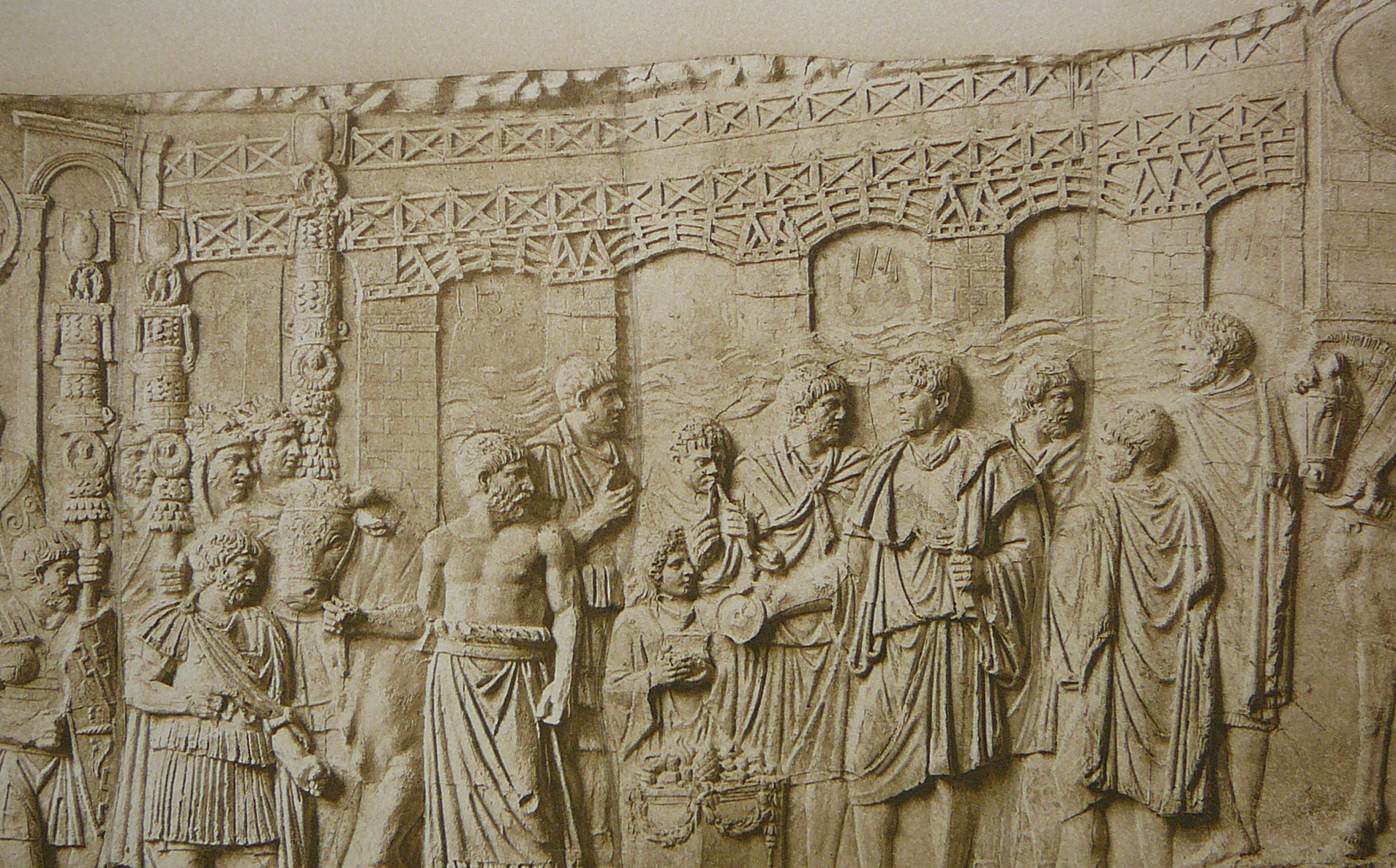
Podul de peste Dunăre (basorelief de pe Columna lui Traian).

Apolodor sau Apollodoros din Damasc (c. 60 - c. 125) a fost un arhitect greco-sirian, favorit al împăratului roman Traian. Este creditat cu numeroase monumente și clădiri, printre care:
- Podul lui Traian peste Dunăre;
- Forul lui Traian de la Roma;
- în acel For, Columna lui Traian, inaugurată la 12 mai 113: se află între Biblioteca greacă și Biblioteca latină iar în starea inițială, era în întregime colorată; statuia Împăratului Traian, aflată în vârful coloanei, a fost înlocuită la finele Evului Mediu (în columnă se afla, într-o urnă de aur, cenușa lui Traian).

Apolodor construiește între anii 103-105 podul de peste Dunăre între Pontes (azi satul Kostol/Custura din Serbia) și Drobeta (Turnu-Severin de azi). Podul era lung de circa 1135 m, lat de circa 15 m, înalt de circa 19 m, fiind construit din bârne de lemn încrucișate, sprijinite de piloni construiți din piatră, caramidă, mortar și ciment natural numit „pozolană”, fabricat din cenușă vulcanică adusă din Italia). Nu se cunosc amănunte despre metoda de construcție, dar se presupune că Apolodor, cu ajutorul triburilor dace din sudul Carpaților (Oltenia actuală), aliate ale Romanilor și potrivnice lui Decebal, a deviat cursul Dunării și apoi a ridicat picioarele podului.
Odată cu construirea podului, au fost ridicate două castre numite Drobeta și Pontes, pentru paza podului. Accesul nu era posibil decât trecând prin aceste castre. La încetarea stăpânirii romane în Dacia, podul este distrus, poate chiar de autoritatea romană, pentru a împiedica incursiunile Gepizilor, Vizigoților și Carpilor în imperiu. Astăzi, pe malurile Dunării, încă se mai pot vedea picioarele podului. În 1858, Dunărea a înregistrat un nivel atât de scăzut încât s-au putut zări și construcțiile de sub apă.
Este considerat un inginer renumit și cel mai eminent arhitect roman al timpului său, un demn succesor al lui Severus, Celer și Rabirius.
Potrivit tradiției, relatată de Dio Cassius, împăratul Hadrian l-a condamnat la moarte pentru că și-a bătut joc de planurile pe care le elaborase.
„În ceea ce-l privește pe Apolodor, [...] mai întâi l-a exilat [Hadrian], apoi l-a executat sub pretextul că ar fi comis vreo crimă, dar în realitate, pentru că într-o zi, când Traian îi dădea instrucțiuni pentru munca sa, Apolodor a răspuns la un comentariu nepotrivit al lui Hadrian: „Du-te și vopsește-ți dovlecii, pentru că tu nu știi nimic despre asta”. La acea vreme, Hadrian se mândrea cu acest tip de pictură. Când a devenit împărat, s-a resemnat și nu a putut suporta libertatea de exprimare a arhitectului. Pentru a-i arăta că se pot face lucruri mari și fără el, i-a trimis planul templului lui Venus și al Romei, întrebându-l dacă este bine conceput. Apollodorus i-a răspuns că templul ar fi trebuit să fie construit pe un teren înalt, iar locul săpat pe dedesubt, pentru a avea o vedere mai bună asupra Căii Sacre și pentru a-și adăposti mașinile în cavitate, astfel încât să poată fi asamblate fără a fi văzute și aduse treptat în amfiteatru; în ceea ce privește statuile, că acestea erau prea mari pentru proporțiile clădirii, „pentru că, a adăugat el, presupunând că zeițele ar vrea să se ridice și să iasă, nu ar putea”. Acest răspuns direct l-a înfuriat pe prinț și i-a provocat o mare durere pentru că a căzut într-o eroare care nu putea fi corectată; nu și-a stăpânit nici resentimentul, nici durerea și l-a executat pe Apolodor.”—Dio Cassius, Istoria romană, LXIX, 4
Povestea relatată de Dion Cassius este probabil nefondată și seamănă mai degrabă cu o calomnie. Autorul roman pare să vrea să afecteze reputația împăratului Hadrian, deși a scris la un secol după moartea acestuia. Cu toate acestea, putem ghici din această relatare că Apolodor din Damasc a fost un arhitect liber care a avut o poziție privilegiată în fața lui Traian, căruia îi vorbea probabil de la egal la egal. Anecdota dovleacului, datată 104, îl arată pe Apolodor vorbindu-i liber lui Hadrian, care, deși nu era încă împărat la acea vreme, deținea una dintre cele mai înalte funcții din Imperiu.